# Honda RA121E
L'Honda RA121E è un motore endotermico alternativo aspirato a ciclo Otto da competizione. Questo motore è stato montato sulla McLaren MP4/6 del 1991 con alla guida Ayrton Senna e Gerhard Berger.
È stato il primo motore a 12 cilindri a vincere i due mondiali di Formula 1 per la casa dell'ala.

## Contesto
Dopo aver dominanto in lungo e in largo il mondiale di Formula 1 come fornitrice di motori per Williams e McLaren dalla seconda metà degli anni ottanta, la Honda si affacciava all'ultimo decennio del XX secolo consapevole che per continuare a rimanere in auge, avrebbe dovuto continuare a proporre soluzioni nuove per stare al passo coi tempi e con avversari sempre più agguerriti ed arrivati a livelli di sviluppo tecnologico sempre più all'avanguardia.
Nel biennio '89-'90 la Honda scese in pista con nuovi motori aspirati conformi ai regolamenti tecnici che bandivano i propulsori turbocompressi, e puntò su un'architettura inedita a 10 cilindri, fino ad allora impossibile da realizzare per via dei problemi di calcolo che richiedevano questi motori, e che vennero risolti solo durante gli anni '80 con la forte ascesa dell'industria informatica.
La Honda iniziò a sviluppare questo genere di motori molto prima degli avversari tanto che il proprio vantaggio risultò imbarazzante nel 1989, ma al tempo stesso questo anticipò notevolmente il limite di sviluppo del propulsore, tanto che la Renault e la Ferrari cominciarono ad apprezzare i frutti dei propri V10 e V12 nel 1990.
Durante il '90 le Williams con motore Renault V10 e le Ferrari V12 incrementarono notevolmente affidabilità e prestazioni, tanto che il cavallino contese il titolo alla McLaren Honda fino al penultimo Gran Premio.
Consci di aver raggiunto il limite di sviluppo col proprio motore, i nipponici decisero di puntare su un'unità riprogettata da zero per il 1991, e si decise che la strada da seguire sarebbe stata quella del V12, ritenuto superiore al V10 in quanto molto semplice da bilanciare e più affidabile perché capace di ruotare a regimi di rotazioni inferiori a parità di potenza erogata.
In realtà il motore risultò più pesante e meno potente delle aspettative, ma soprattutto complesso da progettare e far funzionare, con anche l'aggravio di ingombri eccessivi per poter rendere il pacchetto telaio-aerodinamica competitivo nei confronti della ultratecnologica e bilanciata Williams FW14.

## Progetto
Nonostante l'RA121E venne utilizzato nel 1991, la sua progettazione iniziò nel febbraio del 1989, mentre il suo primo prototipo venne testato già nell'ottobre del 1989 in via precauzionale in vista di un possibile utilizzo futuro, e sempre nello stesso mese venne presentato al Tokyo Motor Show.
Il primo test in pista avvenne nel giugno 1990 sulla pista di Silverstone a bordo di un telaio McLaren MP4/5B modificato, dato che nasceva per accogliere i motori a dieci cilindri.
Successivamente l'RA121E venne testato a più riprese in Europa nelle piste di Monza, Hungaroring ed Estoril alla fine del 1990.
Osamu Goto venne coadiuvato nel lavoro di progettazione da Mochio Kawamoto ed Eiji Taguchi al Wako R&D Centre, mentre il ruolo di responsabile dei motori in pista venne affidato ad Akimasa Yasuoka.
La base del progetto prevedeva un'architettura a 12 cilindri a V, quindi per semplificare al massimo il progetto si decise di imporre un angolo tra le bancate di 60°, disegnando un motore molto accademico ma che grazie a questa scelta risultò molto semplice da equilibrare dal punto di vista delle vibrazioni.
Secondo la Honda il peso maggiore rispetto al V10, per via di un numero maggiore di cilindri, veniva compensato dall'assenza dei contralberi di equilibratura e venne dichiarata una massa di 150 kg al pari dei vecchi V10.
Date le sperimentazioni con esito negativo con le cinghie sincrone per il comando di distribuzione, si decise di adoperare direttamente una cascata di ingranaggi, e questo fu molto importante dato che il limite strutturale del motore in termini di regime di rotazione massima era di 15000 giri al minuto, ma il richiamo delle valvole era gestito da molle d'acciaio e non per via pneumatica, quindi era fondamentale che le leggi di alzata delle valvole venissero rispettate senza alcuna approssimazione.
Le valvole erano realizzate in speciali leghe al titanio ed azionate da quattro alberi a camme in testa.
Inizialmente il motore venne realizzato con un rapporto alesaggio/corsa prossimo al valore di 1,54 (quindi molto simile a quello dei V10) ed in questa configurazione la potenza massima veniva erogata ad un regime di circa 800 giri al minuto in meno rispetto ai vecchi motori, garantendo un minor stress dei componenti e quindi migliorandone l'affidabilità.
Tuttavia la Williams con motore Renault beneficiava di prestazioni maggiori grazie alla capacità di ruotare a regimi più elevati, non solo perché adoperava un motore meno frazionato ma anche perché grazie alla distribuzione con molle pneumatiche non soffriva dei fenomeni di risonanza delle molle stesse.
Per fronteggiare questo problema la Honda decise di tenere inalterata la struttura del motore, ma incrementare il rapporto alesaggio/corsa per guadagnare in potenza a regimi maggiori.
In realtà in Giappone non furono contenti di questa soluzione, perché una delle ragioni del V12 era migliorare il fronte di fiamma e la qualità della combustione grazie ad alesaggi più piccoli.
Ora il rapporto era circa 1,74 e si crede che questa sia la configurazione definitiva del motore, che esordì per il Gran Premio di Gran Bretagna.
Sempre in questa versione esordì un sistema di collettori di aspirazione a lunghezza variabile che servivano per gestire meglio le risonanze generate dalle turbolenze dell'aria aspirata dal motore, e far in modo da generare dei vortici di squish e thumb quanto più costanti possibili a tutti i regimi, migliorando la curva di coppia e la qualità dell'erogazione del motore.
Come sempre la Shell lavorò molto sul fronte della lubrificazione e carburazione.
Per quanto concerne i carburanti, il 1991 è stato l'ultimo anno in cui si potevano utilizzare miscele di combustibile più spinte rispetto ai carburanti comuni per autotrazione e dalla seconda metà di stagione venne fornita una benzina nominata HE, ossia High Energy con potere calorifico e numero di ottano superiore.
Grazie a tutti questi accorgimenti ci fu un incremento prestazionale rispetto alla Williams del pacchetto telaio-motore-aerodinamica dell'1,3% e circa 90 cavalli in più in termini di potenza del motore.
Tuttavia durante lo sviluppo dell'RA121E ci furono diversi problemi da risolvere, perché in ogni caso avendo più componenti era più lungo e complesso rispetto ai vecchi V10.
Nonostante la Honda dichiarasse lo stesso peso del V10 ed una potenza maggiore, spesso Senna e Berger si lamentarono della massa e delle prestazioni del motore.
In realtà questo potrebbe essere derivato dal fatto che la McLaren MP4/6, che lo adoperava, nasceva dal telaio modificato della vecchia MP4/5B che era stata studiata per il V10, che era più compatto ed aveva un angolo di bancata più ampio, dunque godeva di un centro di massa più basso.
Quindi l'adozione del V12 alterò l'equilibrio della macchina, suscitando le già citate reazioni nei piloti.
In realtà il grosso problema dell'RA121E risiedeva nella sua lubrificazione.
La Honda, insieme alla Shell, era ossessionata dal cercare di ridurre gli attriti degli organi in movimento alternato, ossia i pistoni, e venne svolto un ottimo lavoro sotto questo profilo.
Tuttavia ad alti valori di accelerazioni laterali, l'olio motore soffriva eccessivamente del fenomeno della centrifugazione nonostante il sistema a carter secco e ristagnava nelle zone più esterne del motore.
In questo modo i cuscinetti non venivano lubrificati in modo ottimale e soffrivano di cedimenti per la mancanza di olio.
La soluzione a questo problema era inizialmente molto artigianale, ossia si decise di far lavorare i motori con eccesso di olio, ma questo comportava un'eccessiva contropressione sotto al cielo dei pistoni, quindi la Honda dovette realizzare un impianto di ricircolo abbastanza complesso, di cui in realtà non si sono mai conosciute le specifiche precise.
Ad ogni modo era evidente che le McLaren rilasciavano parecchio fumo azzurrognolo durante le prime gare del 1991, soprattutto in partenza, e questo era sintomo di residui di olio motore.
Sembrerebbe che il ricircolo dei vapori di blow-by passasse all'interno di un falso serbatoio di recupero, e poi venisse scaricato in atmosfera.
Questa soluzione non era contemplata dal regolamento per via delle normative antinquinamento, e venne approfondita dalla Federazione (pare su richiesta di altri team, che comunque non hanno mai fatto ricorsi ufficiali).
Sicuramente la Honda modificò il sistema dopo il Gran Premio di Monaco, dato che scomparve il fumo generato dai residui di olio motore.
Secondo le malelingue la mancanza del sistema (ritenuto irregolare da alcuni) comportò problemi di affidabilità, dato che dopo la sua modifica le McLaren cominciarono a subire rotture e ritiri.
In realtà alla base di alcuni di questi eventi vi fu l'ulteriore modifica dei combustibili, che avevano densità diversa da quelli utilizzati nella prima parte di stagione, ma i flussometri delle vetture non vennero ritarati e questo ingannava il computer di bordo che segnalava ai piloti una quantità di carburante sufficiente a terminare la gara, ma così non era.
Da qui deriva anche il fatto che l'RA121E fosse ritenuto un motore poco parco nei consumi.